# Eberbacher Kusstafel

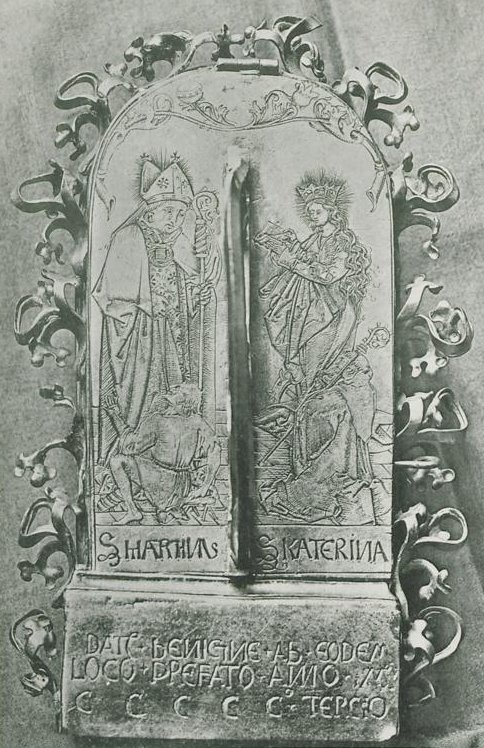
Die Rückseite der Kusstafel

Die Eberbacher Kusstafel ist eine Reliquie aus dem Umfeld des Klosters Eberbach. Die Goldschmiedearbeit der frühen Renaissance ist heute Teil des Limburger Domschatzes.

## Geschichte
Die Tafel wurde Anfang des 16. Jahrhunderts am Mittelrhein hergestellt. Nach einer Inschrift auf der Tafel schenkte der päpstliche Legat Kardinal Raimund Peraudi die Kusstafel im Jahr 1503 dem Eberbacher Abt Martin Rifflinck. Die Kusstafel verfügte über ein von Papst Alexander VI. geweihtes Reliefmedaillon, das ein Agnus Dei zeigt, wodurch sie eine Reliquie wurde. Jeder Gläubige, der die Tafel andächtig küsste, sollte einen Ablass von vierzig Tagen erhalten.
In den folgenden Jahren wurde die Tafel in der Reliquiensammlung des Klosters verwahrt. Im Dreißigjährigen Krieg konnte der Konvent diese Reliquie vor der Plünderung durch die schwedischen Truppen im Jahr 1631 retten.
Bei der Säkularisation des Klosters 1803 kam die Kusstafel in den Besitz des Fürstentums Nassau. Die Regierung verkaufte sie an den Frühmesser Professor Müller aus Winkel. Dieser schenkte sie Josephine Brentano. Nach ihrem Tod schenkte ihr Mann Anton Theodor Brentano die Kusstafel dem Limburger Bischof Peter Joseph Blum. 
Blum überließ die Kusstafel als „Josephine und Anton Brentano Schenkung“ der Sammlung des Domschatzes Limburg. Hierbei wurde die Kusstafel erneuert. Anstelle des verlorenen Reliefmedaillons des Agnus Dei wurde ein von Papst Pius VIII. geweihtes eingesetzt.

## Beschreibung
Bei der Kusstafel handelt es sich um eine 19 × 11,5 cm große vergoldete Tafel aus getriebenem Silber, die über einen schlichten Sockel verfügt. An der Oberseite ist die Tafel abgerundet. Auf der Vorderseite befindet sich die ovale Wachstafel des Agnus Dei. Diese wird von je einem Kristall oben und unten eingerahmt. Die Vorderseite ist von neun Bergkristallen umgeben. Den Rand bilden vierzehn Krabben gotischen Rollwerks. Auf der Rückseite sind zwei Heilige eingraviert. Auf der linken Seite der heilige Martin im Bischofsgewand mit kniendem Bettler. Auf der rechten Seite die heilige Katharina mit einem knienden Abt. Von Abt Martin ist diese Heilige besonders verehrt worden. In der Mitte befindet sich ein schwenkbarer Griff. Der Sockel beschreibt den Schenkungsvorgang von 1503, hierbei wurde der Schrifttyp Antiqua verwendet. An den Schmalseiten des Sockels sind das Wappen des Klosters und des Abts Martin angebracht.